# Ms. Marvel (Kamala Khan)
Kamala Khan, beter bekend als haar superheld-alter ego Ms. Marvel, is een personage uit de strips van Marvel Comics. Ze werd bedacht door schrijvers Sana Amanat en G. Willow Wilson en door tekenaar Adrian Alphona, en verscheen voor het eerst in Captain Marvel #14 (augustus 2013), waarna ze haar eigen serie (Ms. Marvel #1) kreeg in februari 2014.
Khan is het eerste islamitische karakter van Marvel die een eigen stripboek heeft. Het eerste nummer van Ms. Marvel kreeg lovende kritieken van de critici en de serie is een grote hit.
Binnen de wereld van Marvel is Kamala Khan een Pakistaans-Amerikaanse tiener die opgroeide in New Jersey. Kamala is een groot fan van The Avengers en wanneer ze ontdekt dat ze behoort tot de Inhumans (een mensenras dat afstamt van aliens) en de kracht heeft om van gedaantes te wisselen neemt ze de oude naam van haar idool Carol Danvers aan en wordt ze de nieuwe superheld Ms. Marvel.

## In andere media

### Marvel Cinematic Universe
Sinds 2022 verschijnt Kamala Khan / Ms. Marvel in het Marvel Cinematic Universe waarin ze wordt vertolkt door Iman Vellani. Ze maakte haar debuut in de televisieserie Ms. Marvel op de streamingdienst Disney+. Deze versie van Kamala Khan is een mutant en heeft een armband met kosmische krachten. Ze verschijnt onder andere in de volgende film en serie:
- Ms. Marvel (2022) (Disney+)
- The Marvels (2023)